# Anthrax corrigiolata
Anthrax corrigiolata är en tvåvingeart som först beskrevs av Camillo Rondani 1863.  Anthrax corrigiolata ingår i släktet Anthrax och familjen svävflugor. Inga underarter finns listade i Catalogue of Life.